# Platysenta octophora
Platysenta octophora är en fjärilsart som beskrevs av George Francis Hampson 1908. Platysenta octophora ingår i släktet Platysenta och familjen nattflyn. Inga underarter finns listade i Catalogue of Life.